# Tetrakén-tetranitrid
A tetrakén-tetranitrid szervetlen vegyület. −30 °C alatt halványsárga, szobahőmérsékleten narancssárga stabilis kristály. A hőmérséklet emelkedésével a színe mélyül, 100 °C felett sötétvörös lesz. Vízben nem oldódik, és nem is reagál vele. Mechanikai behatásra vagy gyors melegítésre felrobbanhat.

## Tulajdonságok
Híg NaOH oldatában tritionát és tioszulfát keletkezik:
2 S4N4 + 6 OH- + 9H2O → S2O32- + 2 S3O62- + 8 NH3
Töményebb alkálilúggal tritionát helyett szulfit képződik:
S4N4 + 6 OH- + 3H2O → S2O32- + 2 SO32- + 4 NH3
Ezüst-szulfid katalizátorral dikén-dinitridre bomlik. A reakció felhasználható a dikén-dinitrid előállítására:
S4N4 → 2 S2N2
Xilolos oldatban néhány órás refluxáltatás után tetrakén-dinitrid állítható elő:
S4N4 → S4N2 + N2

## Előállítás
Kén-diklorid vagy dikén-diklorid meleg szén-tetrakloridos vagy benzolos oldatába ammóniát vezetve:
6 S2Cl2 + 16 NH3 → S4N4 + 8S + 12 NH4Cl
6 SCl2 + 16 NH3 → S4N4 + 2S + 12 NH4Cl
Másik lehetőség 160 °C-on:
6 S2Cl2 + 4 NH4Cl → S4N4 + 8S + 16 HCl
Vízmentes cseppfolyós ammóniában:
10S + 4 NH3 → S4N4 +  6 H2S
Oldható AgI adagolásával megakadályozható, hogy a keletkező kén-hidrogén reagáljon az ammóniával. Ilyenkor Ag2S és NH4I(en) keletkezik.